# Brighton Sharbino
Brighton Rose Sharbino (Flower Mound, 19 d'agost de 2002) és una actriu estatunidenca. És coneguda pel seu paper de Lizzie Samuels a la sèrie de televisió d'AMC The Walking Dead.

## Carrera
Sharbino va començar la seua carrera cantant a Barney & Friends a PBS. Va tenir altres primeres aparicions de televisió convidada en sèries com Hannah Montana, Prime Suspect, The New Normal i True Detective.
El 2013, Sharbino va aconseguir el seu primer paper recurrent important com a Lizzie Samuels a la quarta i cinquena temporades de The Walking Dead. Va aparéixer a la pel·lícula Cheap Thrills i va interpretar a la jove Abby Sciuto a l'episodi "Hit and Run" de NCIS.
El 2014, Sharbino va participar en la sèrie de fantasia Once Upon a Time, en la qual va interpretar la versió jove de la Reina de les Neus, Ingrid. Sobre el paper, va declarar "Va ser molt diferent de rodar The Walking Dead i em va encantar perquè vaig arribar a ser una princesa. A The Walking Dead em posaven brutícia. Em van posar extensions, em van arreglar els cabells i em van deixar portar un vestit de princesa, va ser molt divertit de fer. Va ser un somni".
Sharbino va interpretar a Abby Beam a la pel·lícula del 2016 Miracles From Heaven, al costat de Queen Latifah i Jennifer Garner. La pel·lícula es va rodar a Atlanta l'estiu del 2015 i Sharbino va tenir el seu 13é aniversari al plató.
El 2017, Sharbino va interpretar el paper de Tiffany Hart a la pel·lícula Bitch. Aquest mateix any, va tenir un paper de convidada com Mandy Fowler en un episodi de Law and Order: Special Victims Unit; i va aparéixer a Growing Up Smith, una comèdia sobre créixer a un petit poble dels Estats Units el 1979 en la qual Sharbino va interpretar el paper d'Amy. La pel·lícula va guanyar nombrosos premis al millor públic i premis del jurat en festivals de cinema, inclosos els festivals de Woodstock, Naples, CAAMFest i Prescott.
El 2018, Sharbino va actuar al costat de la seua germana gran Saxon a la pel·lícula Urban Country; va fer el paper de Faith, una adolescent que es trasllada a un ranxo de cavalls per ajudar a la seua mare malalta.
El 2019, va protagonitzar l'antagonista Allison Betts a la temporada 1 de la sèrie web de Brat Zoe Valentine i va aparéixer a la pel·lícula dramàtica American Skin. Va protagonitzar la sèrie de Snapchat Players del 2020.